# Волновой канал

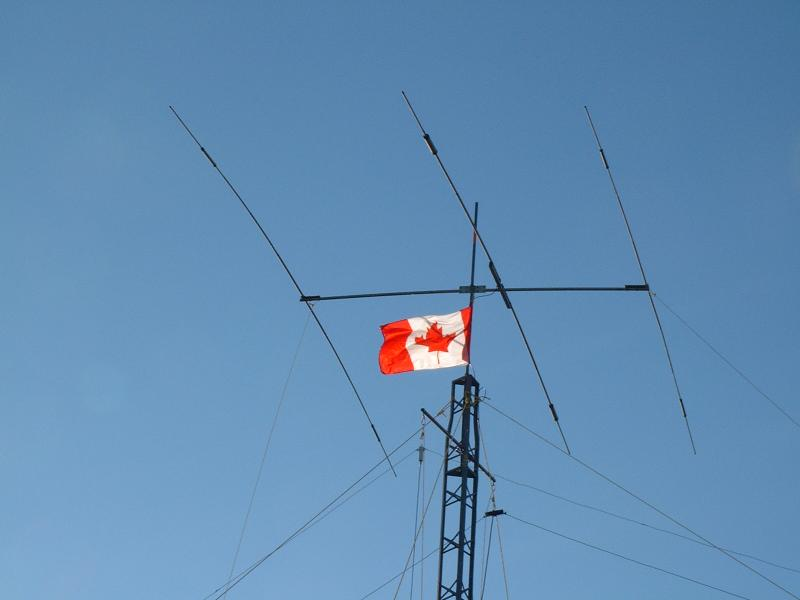
Слева направо на траве́рсе смонтированы рефлектор, активный вибратор и директор (рефлектор несколько длиннее активного вибратора, а директор — короче)

Антенна «волновой канал», известная также как антенна Яги — Уда, или антенна Яги (англ. Yagi antenna), — антенна, состоящая из расположенных вдоль линии излучения параллельно друг другу активного и нескольких пассивных вибраторов. Волновой канал относится к классу антенн бегущей волны. В советской литературе применялось название «волновой канал», которое и осталось распространённым в русскоязычной литературе; в англоязычной литературе используют названия по именам изобретателей.

## Устройство и принцип действия
| R — | рефлектор;                                        |
| A — | активный элемент (здесь — симметричный вибратор); |
| D — | директор;                                         |
| T — | траверса.                                         |

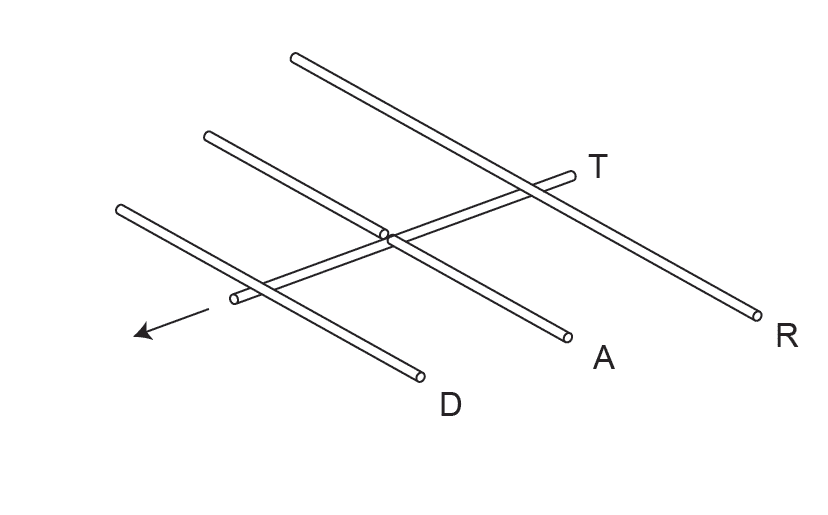
Схема антенны «волновой канал»:

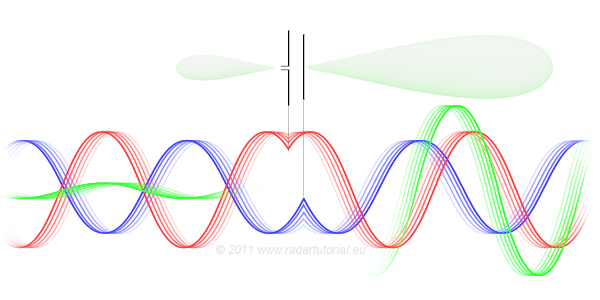
Излучение активного вибратора (красный цвет) возбуждает ток в директоре, который переизлучает волну (синий цвет) с некоторым сдвигом фазы. Суммарное излучение (зелёный цвет) в направлении рефлектора ослабляется, а в направлении директора усиливается

Антенна состоит из расположенных на траве́рсе (на рисунке — Т) активного (A) и ряда пассивных вибраторов — рефлекторов (R), расположенных относительно направления излучения за активным вибратором, а также директоров (D), расположенных перед активным вибратором. Чаще всего применяется один рефлектор (есть конструкции с множеством рефлекторов), число директоров меняется от одного до десятков. Длина активного вибратора около половины длины излучаемой волны (0,5 λ), рефлектора чуть больше 0,5 λ, а директоров чуть меньше 0,5 λ и с небольшим укорочением по мере удаления от активного вибратора. В трёхэлементной антенне расстояния от активного вибратора до рефлектора и до директора составляют около 0,25 λ.
Излучение антенны можно рассматривать как сумму излучений всех составляющих её вибраторов. Ток, возбуждаемый излучением активного вибратора в рефлекторе, наводит в нём напряжение. В рефлекторе, сопротивление которого из-за длины больше 0,5 λ носит индуктивный характер, напряжение отстаёт по фазе от напряжения в активном вибраторе на 270°. В результате суммарное излучение активного вибратора и рефлектора в направлении рефлектора складывается в противофазе, а в направлении активного вибратора — в фазе, что приводит к усилению излучения в направлении активного вибратора приблизительно вдвое. Аналогично рефлектору работают директоры, однако из-за ёмкостного характера их сопротивления (так как их длина меньше 0,5 λ) излучение усиливается в направлении директоров. Каждый дополнительный рефлектор или директор дают прибавку усиления, но меньшую, чем предыдущий рефлектор и директор, причём для рефлектора этот эффект выражен сильнее, поэтому более одного рефлектора применяют достаточно редко.

## Характеристики
Трёхэлементная антенна «волновой канал» имеет усиление около 5—6 dBd, шестиэлементный — около 9 dBd, десятиэлементный — около 11 dBd. Для длинных (более 15 элементов) антенн можно считать, что усиление увеличивается примерно на 2,2 dB на каждое удвоение длины антенны. Антенна обладает высоким коэффициентом направленного действия, при этом достаточно проста, имеет относительно небольшую массу, а отсутствие сплошных поверхностей обеспечивает малую парусность.
Конструкция антенны может быть и двухэлементной (или с одним рефлектором, или с одним директором), но она применяется редко, так как её характеристики ненамного лучше характеристик одиночного вибратора.

## Применение

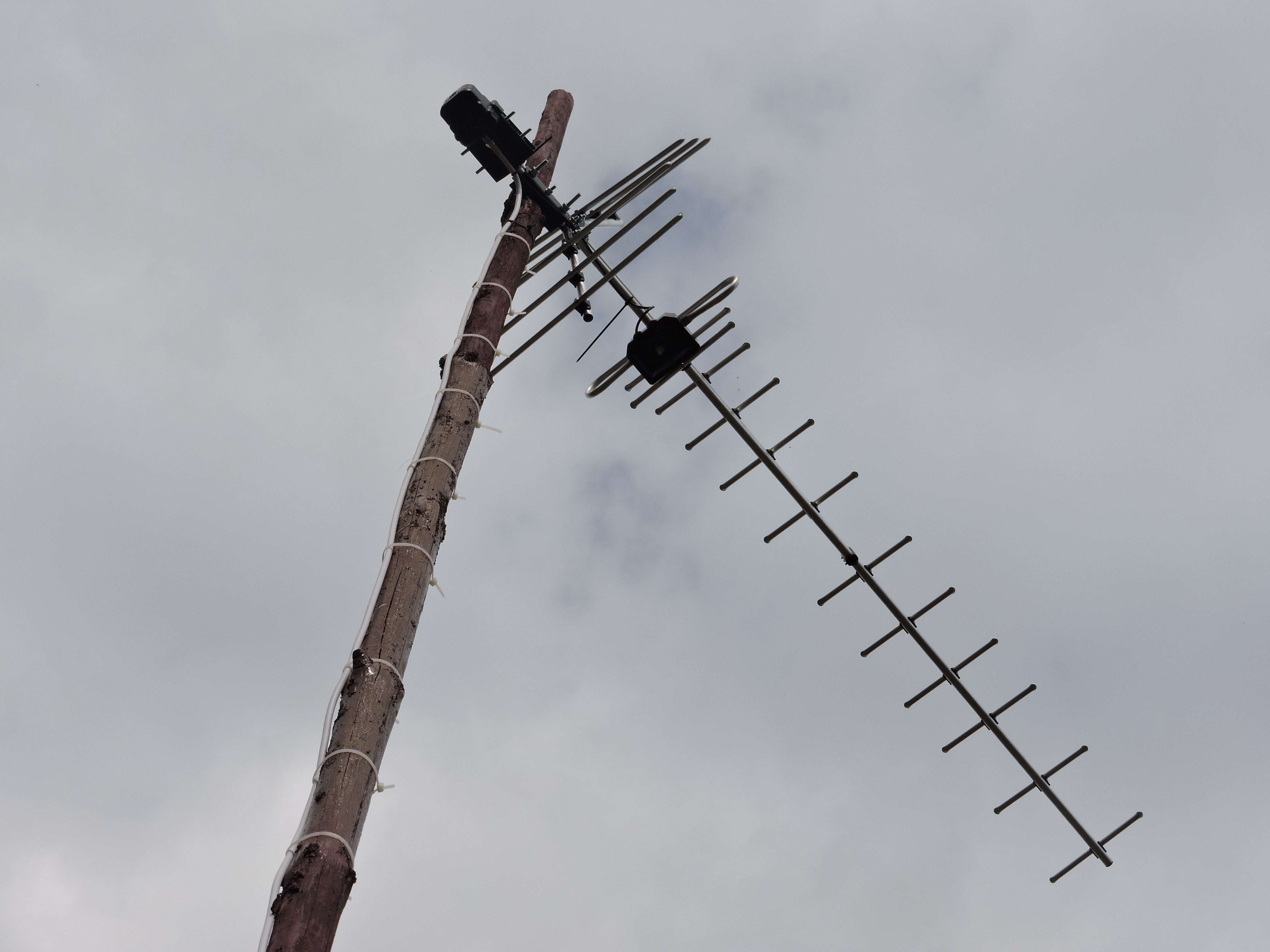
Антенна «волновой канал» диапазона дециметровых волн. Слева направо на траве́рсе смонтированы: 6 рефлекторов, установленных выше и ниже траверсы; петлевой вибратор (Активный элемент антенны антенны); 12 директоров

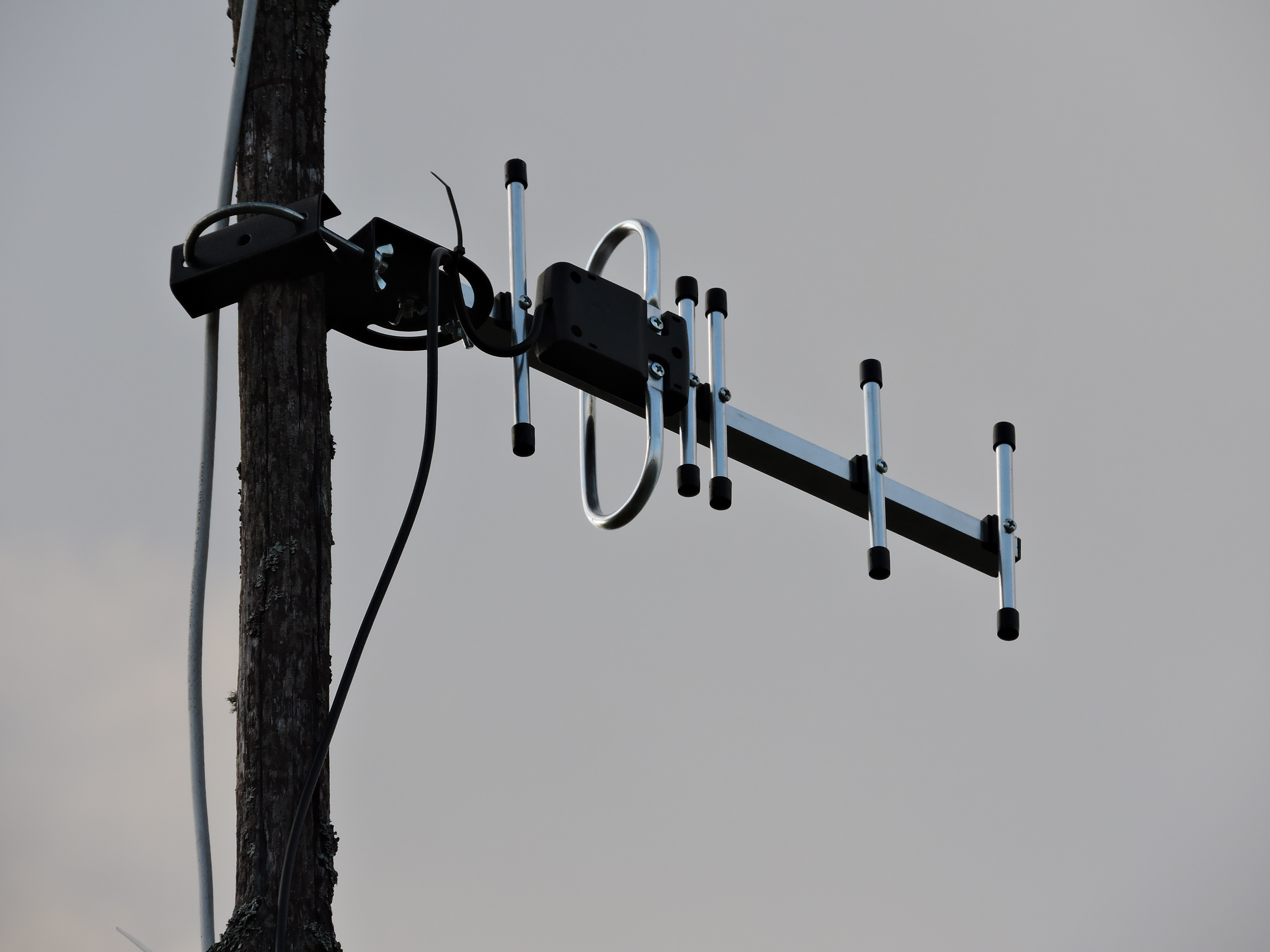
Антенна «волновой канал» с вертикальной поляризацией для усиления сигнала сотовой связи. Имеет 1 рефлектор, петлевой вибратор и 4 директора

Антенны «волновой канал» широко применяются в качестве приёмных телевизионных, в качестве приёмных и передающих в системах беспроводной передачи данных, в радиолюбительской связи, в прочих системах связи, в радиолокации. Их широкому распространению способствуют высокое усиление, хорошая направленность, компактность, простота, небольшая масса. Антенну применяют в диапазонах метровых и дециметровых волн, а также на более высоких частотах. Известно несколько вариантов наноантенн Уда — Яги для оптического диапазона электромагнитных волн.

## История
Антенна «волновой канал» была изобретена в 1926 году Синтаро Уда из Университета Тохоку, расположенного в городе Сендай в Японии, в работе принимал участие также Хидэцугу Яги, его коллега. Яги опубликовал первое описание антенны на английском языке, в связи с чем в западных странах она стала ассоциироваться с его именем. Яги, впрочем, всегда упоминал принципиально важную роль Уда в изобретении антенны, в связи с чем правильное название — «антенна Яги — Уда».
Антенна получила широкое распространение во время Второй мировой войны в качестве антенны радаров ПВО благодаря её простоте и хорошей направленности. Японские военные впервые узнали об антенне после битвы при Сингапуре, когда к ним попали записки английского радиоинженера, упоминавшего «антенну яги». Японские офицеры разведки не поняли в этом контексте, что Яги — это фамилия создателя.
Несмотря на то, что антенна была изобретена в Японии, она оставалась неизвестной большинству японских разработчиков радаров в течение большой части военного периода, из-за противоречий между флотом и армией.
Антенну горизонтальной поляризации можно видеть под левым крылом самолётов, базирующихся на авианосцах, — Grumman F4F Wildcat, F6F Hellcat, TBF Avenger. Антенну вертикальной поляризации можно видеть на носовом обтекателе многих истребителей Второй мировой войны.
28 января 2016 года на главной странице Google появился дудл, посвященный 130-летию Хидэцугу Яги.